# José Pérez Francés
José Pérez Francés (født 27. december 1936 i Peñacastillo, død 30. september 2021) var en spansk professionel landevejscykelrytter. Han sluttede fire gange på podiet i Vuelta a España og vandt tre etaper. Han sluttede også på tredjepladsen i Tour de France 1963, efter Jacques Anquetil og Federico Bahamontes, og vandt en etape i 1965.